# La citación (película)
La citación es una película nigeriana de 2020 dirigida por Kunle Afolayan, escrita por Tunde Babalola y protagonizada por Jimmy Jean-Louis, Temi Otedola y Bukunmi Oluwashina.

## Sinopsis
Una estudiante denuncia a un profesor universitario después de que él intentó violarla. La historia sigue el proceso y reacción de la institución universitaria a sus reclamos. La película está basada en hechos reales.

## Elenco
- Jimmy Jean-Louis como Prof. Lucien N'Dyare
- Temi Otedola como Moremi
- Bukunmi Oluwashina como Uzoamaka
- Adjetey Anang como Kwesi
- Joke Silva como Angela
- Ini Edo como Gloria
- Ibukun Awosika como ella misma
- Ropo Ewenla como Dr. Grillo
- Gbubemi Ejeye como Rachel
- Yomi Fash-Lanso como Representante legal de Lucien.
- Gabriel Afolayan como Koyejo
- Oyewole Olowomojuore como Prof. Osagye
- Sadiq Daba como Prof. Yahaya
- Samantha Okanlawon
- Neba como Dr. Sembene
- Toyin Bifarin Ogundeji como la Dra. Sra. Nwosu

## Recepción

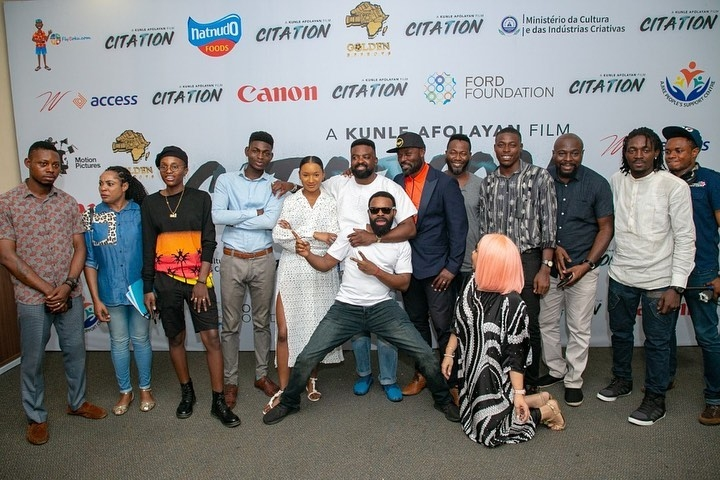
Conferencia de prensa de la película

Nelson CJ, de Digital Spy, escribió que "era importante discutir el tema que aborda la película"y que se trataba con una perspectiva "objetiva y suficientemente informada". También elogió la cinematografía, pero mencionó que el diálogo podría haberse mejorado y el personaje principal podría tener mayor profundidad. Tambay Obenson de IndieWire elogió la película como una "llamada de atención inquebrantable que se extiende mucho más allá de las fronteras de Nigeria". De igual forma, Nelson Manrique en su reseña para El espectador imaginario señaló que "si bien no es contundente en los elementos dramáticos desde las posibilidades cinematográficas, sí logra sensibilizar y dejar reflexiones sobre un tema que apenas está saliendo a luz".
En el sitio web Rotten Tomatoes mantiene un 67% de aprobación basado en seis reseñas y un 70% de puntaje entre la audiencia.